# Eduardo Neri
Eduardo Neri là một đô thị thuộc bang Guerrero, México. Năm 2005, dân số của đô thị này là 40328 người.